# SN 1987J
SN 1987J – supernowa typu II odkryta 25 lipca 1987 roku w galaktyce E601-G26. W momencie odkrycia miała maksymalną jasność 17,40m.